# Shenita Landry
Pour les articles homonymes, voir Landry.
Shenita Landry, née le 5 juin 1987 à Milwaukee (Wisconsin) , est une joueuse américaine de basket-ball.

## Biographie
Son frère Carl Landry a joué en NCAA pour les Boilermakers de Purdue. Elle est formée à l'Université de Temple avec les Owls.
En 2011-2012 puis 2011-2012, elle dispute le championnat allemand avec Marburg pour 10,3 points à 48,1 % de réussite aux tirs et 7,0 rebonds en 29 matches. La seconde saison, en 27 rencontres, elle aligne 13 points à 52 % de réussite aux tirs et 8,6 rebonds,.
À la suite de son bon début de saison 2012-2013 en Ligue 2 avec l'US Laveyron (19 points, 9 rebonds sur 7 matches) avant de quitter le club drômois à cause des soucis financiers. Elle revient dans la même division la saison suivante avec le Pays d'Aix Basket 13. Elle avait terminé la saison 2012-2013 en Finlande au club de PeKa pour 12,8 points à 59,7 % et 7,8 rebonds en 22 rencontres. Avec Aix elle aligne des statistiques impressionnantes de 17,8 points et 11,5 rebonds puis elle signe pour la saison suivante avec un autre club de Ligue 2 du sud-est à Nice, relégué de LFB.
Nice termine la saison régulière 2014-2015 de Ligue 2 en tête et organise le Final Four, qu'il remporte face à Roche Vendée (67-57) et gagne son retour en Ligue féminine de basket une année après l'avoir quittée. 

## Palmarès
- Championne de France LF2 en 2015[10]